# Mary Roos
Rosemarie Schwab (Bingen, Alemania; 9 de enero de 1949, más conocida como Mary Roos, es una cantante y actriz alemana. Representó a su país en el Festival de la Canción de Eurovisión 1972 con la canción «Nur die Liebe läßt uns leben» (en español, «Solo el amor nos deja vivir»), que obtuvo el tercer lugar con 107 puntos.
En 1984, Roos volvió a participar en el concurso, interpretando la canción «Aufrecht geh'n», donde llegó hasta el 13.º puesto con 34 puntos.

## Discografía

### Sencillos
| Año  | Sencillo                           | Charts DEU |
| ---- | ---------------------------------- | ---------- |
| 1965 | Geh nicht den Weg                  | 36         |
| 1969 | Das hat die Welt noch nicht erlebt | 19         |
| 1970 | Das beste an Dir                   | 33         |
| 1970 | Arizona Man                        | 9          |
| 1971 | Am Anfang war die Liebe            | 36         |
| 1972 | Nur die Liebe läßt uns leben       | 17         |
| 1972 | Er bleibt hier (für immer)         | 39         |
| 1973 | Fremdes Mädchen                    | 45         |
| 1973 | Geh nicht den Weg                  | 36         |
| 1973 | Lieber John                        | 40         |
| 1975 | Eine Liebe ist wie ein Lied        | 50         |
| 1975 | Stop, mach das nochmal             | 40         |
| 1979 | Ich werde geh'n heute Nacht        | 25         |
| 1982 | Lady                               | 31         |
| 1984 | Aufrecht geh'n                     | 56         |
| 1999 | Leider lieb ich Dich noch immer    | 87         |

### Álbumes de estudio
- Lieber John (1973)
- Mary Roos (1976)
- Ich bin Mary (1977)
- Maryland (1978)
- Was ich fühle (1981)
- Leben spür'n (1982)
- Alles was ich will (1987)
- Mehr als ein Gefühl (1992)
- Rücksicht (1995)
- Heiß und kalt (1997)
- Mittendrin (1997)
- Schlager-Party mit Mary Roos (1999)
- Meine Besten (2000)
- Roosige Zeiten (2000)
- Leben für Musik (2001)
- Achterbahn (2003)
- Augenblicke (2003)
- Herzen zu verschenken (2003)
- Mein Porträt (2003)
- Leben (2005)
- Meine größten Hits (2006)
- Immer wieder (2006)
- Was ich fühle (2007)
- Hautnah (2007)

| Predecesor: Katja Ebstein con "Diese Welt"      | Alemania en el Festival de Eurovisión 1972 | Sucesor: Gitte Hænning con "Junger Tag" |
| Predecesor: Hoffmann & Hoffmann con "Rücksicht" | Alemania en el Festival de Eurovisión 1984 | Sucesor: Wind con "Für alle"            |